# Michele Niggeler
Michele Niggeler (Desenzano del Garda, Italia, 10 de marzo de 1992) es un deportista suizo que compite en esgrima, especialista en la modalidad de espada.
Ganó tres medallas en el Campeonato Mundial de Esgrima entre los años 2017 y 2019. Participó en los Juegos Olímpicos de Tokio 2020, ocupando el octavo lugar en la prueba por equipos.

## Palmarés internacional
| Campeonato Mundial | Campeonato Mundial | Campeonato Mundial | Campeonato Mundial |
| Año                | Lugar              | Medalla            | Prueba             |
| ------------------ | ------------------ | ------------------ | ------------------ |
| 2017               | Leipzig (Alemania) | Medalla de plata   | Espada por equipos |
| 2018               | Wuxi (China)       | Medalla de oro     | Espada por equipos |
| 2019               | Budapest (Hungría) | Medalla de bronce  | Espada por equipos |